# Quingey
Quingey település Franciaországban, Doubs megyében. Lakosainak száma 1313 fő (2022. január 1.). Quingey Boussières, Abbans-Dessus, Byans-sur-Doubs, Cessey, Chouzelot, Lavans-Quingey és Lombard községekkel határos.

## Népesség
A település népességének változása:
| Lakosok száma | 854  | 920  | 980  | 1217 | 1370 | 1407 | 1430 | 1441 | 1399 | 1313 |
|               | 1968 | 1982 | 1990 | 2006 | 2013 | 2015 | 2017 | 2019 | 2020 | 2022 |

## Híres szülöttei
- 1050 és 1060 között itt született Guy de Bourgogne a későbbi II. Kallixtusz pápa.